# Rafał Kotomski
Rafał Kotomski (ur. 1963) – polski pisarz, dziennikarz i rysownik. 

## Życiorys
Publikował w tygodniku „Gazeta Polska”, w latach 2007–2009 był wydawcą głównego wydania „Wiadomości” w TVP1. Zrealizował godzinny dokument Trzydziestego maja, sześćdziesiątego roku o obronie Domu Katolickiego w Zielonej Górze 30 maja 1960. Od maja 2017 był dyrektorem TVP3 Warszawa, a 31 sierpnia 2021 poinformowano o jego bezterminowym zawieszeniu z tego stanowiska (obowiązki objął wtedy Paweł Gajewski). Od kwietnia 2022 jest właścicielem firmy Golem Media, produkującej programy telewizyjne, filmy dokumentalne, formaty internetowe. Był reżyserem i współautorem scenariusza cyklu filmów dokumentalnych "Mury Zagłady" o Holocauście, emitowanego w marcu i kwietniu 2023 na antenie TVP Historia, Zrealizował wiele reportaży telewizyjnych i filmów dokumentalnych, m.in. "Latarnicy z Syberii", "Sklep żelazny czyli przestrzenie wspólnej historii". Od marca  2025 roku na antenie TVP World emitowany był cykl filmów "Przez pamięć i zapomnienie" (ang.tyt. "Through memory and oblivion") wg koncepcji i w reżyserii Rafała Kotomskiego.
Rafał Kotomski jest pomysłodawcą projektu artystycznego "Jestem z Doliny Bobru", realizowanego w leżącym w Kotlinie Jeleniogórskiej Wleniu i okolicach od 2018. W okresie pracy jako dyrektor TVP 3 Warszawa (maj 2017 - sierpień 2021) Rafał Kotomski był twórcą koncepcji m.in. takich programów, jak "Dwie stolice", "Gra Warszawa" oraz koncertów i spektakli  "Gwiazda dziwnie jaskrawa", "Vołosi. Koncert na Boże Narodzenie", "Śmierć i dziewczyna. Stare Miasto'44 in memoriam", "Chopin na Pradze"

## Twórczość

### Powieści
- Dwóch morderców w podróży (Replika 2009)
- Ostrze (Replika 2010)
- Lament Sieny (Zysk i Spółka 2011)
- I wszystko marność (Contact 2015)
- Uto (2023)

### Inne książki
- Podręczna księga emblematów (2019)
- Ocalałam, współautor Grzegorz Michalczyk (2024) - zapis rozmowy z ocalałą w getta warszawskiego, Krystyną Budnicką

### Autor ilustracji:
- Dwóch morderców w podróży

## Życie prywatne
Żonaty z Julią Sawicką-Kotomską.

## Nagrody
- Nagroda Historyczna „Polityki” w kategorii „pamiętników, wspomnień” za książkę „Ocalałam” (2025)[3]